# 164 km (przystanek kolejowy w obwodzie briańskim)
164 km (ros. 164 км) – przystanek kolejowy w miejscowości Korżowka-Gołubowka, w rejonie klinieckim, w obwodzie briańskim, w Rosji. Położony jest na linii Briańsk - Homel.